# Spinning Mule

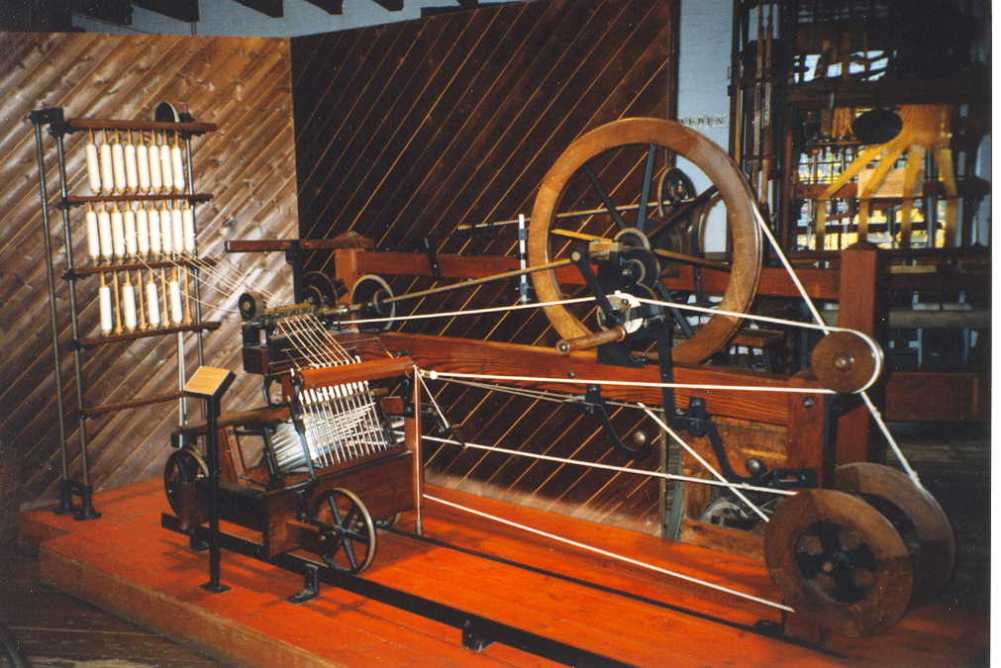
Das Modell einer Mule im historischen Zentrum Wuppertal

Die Spinning Mule (englisch) ist eine Spinnmaschine zum Ausspinnen von Baumwolle und wurde zum Ende des 18. Jahrhunderts von dem Weber Samuel Crompton erfunden. Der Name „Mule“ (englisch für Maultier) bezieht sich darauf, dass diese Maschine Merkmale ihrer beider Vorgängertypen übernimmt, so wie das Maultier als Kreuzung zwischen Esel und Pferd Merkmale beider Arten aufweist.
Die Maschine vereinigt Elemente der Waterframe und der Spinning Jenny: Die Waterframe steuert die gewichtsbelasteten Reckwalzen für das Spinngut bei, während die Spinning Jenny das abgesetzte Produktionsverfahren lieferte. Die Mule wurde ebenfalls von einer externen Energiequelle wie Wasserturbine oder Dampfmaschine über Transmissionen angetrieben und konnte bis zu 1000 Spindeln tragen. Auf der Maschine wurden in erster Linie Wolle und Baumwolle mit kurzen Fasern ausgesponnen. Die Produktion des Garnes war allerdings durch den abgesetzten Produktionsprozess außerordentlich kompliziert: Der „Mulespinner“ musste mit der linken Körperhälfte sämtliche auf einem bis zu 800 kg schweren Schienenwagen montierten Spindeln von den Reckwalzen fortbewegen und gleichzeitig das Vormaterial ausspinnen. Die rechte Hand des Spinners führte dagegen ein Handrad, mit dem die Drehrichtung der Spindeln beim Einfahren des Wagens umgekehrt und gleichzeitig der neu entstandene Faden aufgewickelt wurde. Dieser Vorgang wiederholte sich während eines zwölfstündigen Arbeitstages etwa 5000 mal.
Aus dem beschriebenen Prozess wird deutlich, dass die Mulespinner zeitweise die Aristokratie der Textilarbeiter darstellten, denn bei einer Fehlbedienung der Maschine rissen gleich hunderte von Fäden. Demgegenüber standen berufsbedingte Krankheiten wie das Spinnerbein durch die einseitige Belastung der linken Körperhälfte.
Die technische Weiterentwicklung der Mule war die Selfaktor-Spinnmaschine, die trotz der komplizierten Bewegungsvorgänge ohne menschliche Arbeitskraft als Automat arbeitete.